# 해마체

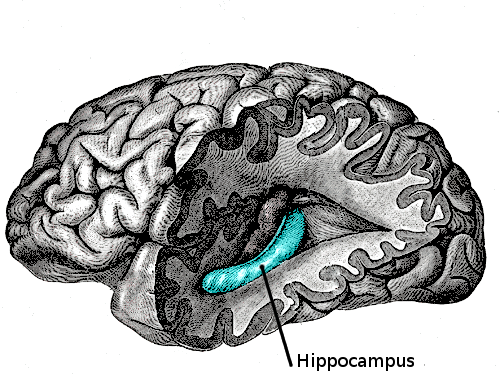
해마:Hippocampus

해마체(海馬體)는 해마(海馬, 영어: hippocampus)라고도 불리며 대뇌변연계의 양 쪽 측두엽에 존재하며 기억을 담당한다. 보통 1cm정도의 지름과 5cm정도의 길이를 가지고 있으며 {\displaystyle 10^{7}}개 정도의 뉴런으로 구성되어 있지만 한 개의 뉴런이 대략 2만 ~ 3만 개의 뉴런과 네트워크를 형성하고 있다.
해마는 서술기억(장기기억)을 처리하는 장소로 단기기억이나 감정에 관한 기억은 담당하지 않는다. 그러나 해마는 맥락의존적 기억(context-dependent memory)에 뛰어나 사람은 자신과 직접적으로 관련 깊은 것은 잘 기억하게 되는 것이다.
해마는 측두엽의 양 쪽에 2개가 존재하는데 좌측 해마는 최근의 일을 기억하고 우측 해마는 태어난 이후의 모든 일을 기억하는 것으로 알려져 있다. 시상하부의 기능을 조절하는 역할도 있다.
치아이랑, 해마이행부, 전해마이행부, 부해마이행부, 후각뇌피질과 함께 해마형성체를 구성한다.
해마도 신경의 일부로서 뉴런을 지속적으로 생성하지만 과도한 우울증과 스트레스에 시달리면 해마가 작아지는 경우도 있다.

## 어원

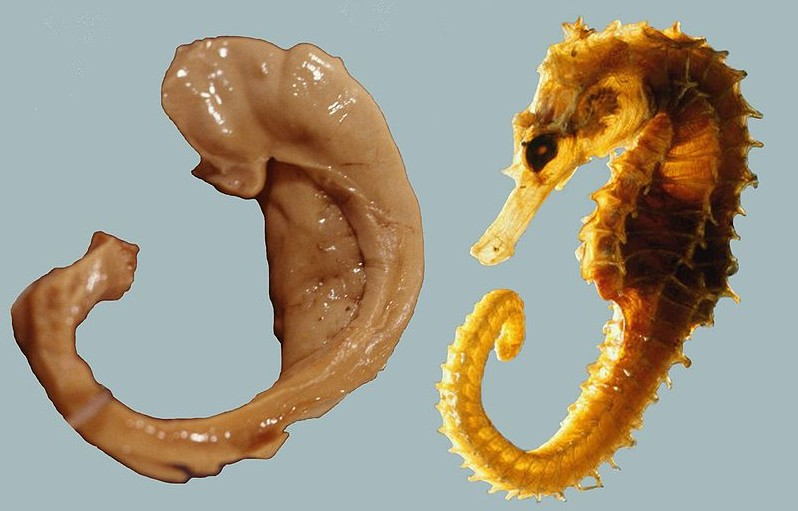
사람의 해마와 뇌궁(좌측)을 해양동물 해마(우측)와 비교한 것.

해마체를 다른 영역과 처음 구분한 것은 1587년의 일이다. 이 때 베네치아의 해부학자가 가측 뇌실 옆을 따라 분포한 회색질 구조를 두고 누에와 비슷하다고 적었는데, 곧 해양생물인 해마와도 닮았다고 기록했다. 1729년 독일의 해부학자가, 1732년에 덴마크의 해부학자가 그 뒤를 이어 이 구조를 묘사하며 해마, 누에, 숫양의 뿔 형태에 비교하였다. 그로부터 약 10여년이 흐른 뒤 파리의 한 해부학자는 이를 두고 숫양의 뿔을 가진 것으로 묘사되곤 하는 이집트의 신인 아문의 뿔(cornus Ammonis)에 빗대어 묘사하였다. 18세기를 통해 해마체라는 명칭이 굳어졌으나, 아문의 뿔이라는 명칭에서 온 CA라는 약어도 두루 사용된다.

## 뇌 신경세포
최근들어 뇌 신경세포 특히 해마를 중심으로 하는 뇌 세포는 전생애에 걸쳐 양적으로는 감소일 수 있으나 지속적으로 생성되는 것으로 다른 동물들의 연구결과 통설로 받아들여졌으나 최신 연구결과는 이에 반하는 13세를 전후하여 뇌세포가 생성 중단된다는 설이 제기되어 학계에 논쟁점으로서 비상한 관심을 받고있다고 알려진 바 있다. 그러나 뇌 과학자 로렌스-마틴(Maria Llorens-Martin)박사 등이 참여한 연구진 및 폴 프랭크랜드(Paul Frankland)박사등이 참여한 연구팀은 신경생성(neurogenesis)이 40대에서 80대에 이르는 연령 즉 전 생애에 걸쳐서도 신경세포가 생성된다는 결론을 발표했다.

## 뇌궁
뇌궁(腦弓fornix)은 좌우 대뇌 반구의 해마에서 일어난 신경 섬유 다발이 뇌들보 밑에서 만나 하나의 몸통을 이루는 것으로 이는 앞쪽에서 나뉘어 사이뇌의 여러 부분으로 활처럼 휘면서 나간다.

## 변연계와 뇌간
| |
| 대뇌변연계(limbic system): fornix(뇌궁),Caudate nucleus(꼬리핵),Thalamus(시상),Putamen(조가비핵),Globus pallidus(담창구),Mammillary body(유두체),Amygdala(편도체),Hippocampus(해마) 및 뇌간(brain stem): Midbrain(중간뇌),Pons(다리뇌),Medulla(연수),Spinal cord(척수) |

## 헤르페스바이러스
헤르페스바이러스는 뇌혈관장벽을 통과한다면 해마체만을 공격하는 바이러스성 질병을 유발할 수 있다고 알려져 있다. 이로 인해서 단기기억상실증에 걸릴 수 있다.

## 같이 보기
- 유두체
- 대상회
- 아래마루소엽